# Józef Bem
Józef Zachariasz Bem (Tarnów, Reino de Galitzia y Lodomeria, 14 de marzo de 1794 - Alepo, Imperio otomano, 10 de diciembre de 1850) fue un general y pachá otomano de origen polaco, héroe nacional de Polonia y Hungría.

## Biografía

### Infancia
Józef Bem nació el 14 de marzo de 1794 en la ciudad de Tarnów, en el Reino de Galitzia y Lodomeria (en la actualidad Polonia). La ciudad había pasado a formar parte de la Casa de Habsburgo desde la primera partición de Polonia en 1772. Después de la creación del Gran Ducado de Varsovia por Napoleón Bonaparte, se trasladó con sus padres a Cracovia, donde después de terminar el colegio se unió a las fuerzas ducales a los quince años de edad. Bem se unió a un regimiento de artillería polaca como subteniente y teniente al servicio de Francia, y participó en la invasión napoleónica de Rusia. Posteriormente fue galardonado con la Legión de Honor después de mostrar su valía en la defensa de Danzig el 1 de noviembre de 1813.
Después del Congreso de Viena de 1815, el Gran Ducado de Varsovia pasó a renombrarse Polonia del Congreso, siendo un territorio dependiente del Imperio Ruso. Bem empezó a trabajar como profesor en un colegio militar.
Józef Bem se vio envuelto en una conspiración política para restaurar Polonia y obtener su independencia del Imperio ruso pero cuando se descubrió su pertenencia a una organización secreta patriótica, fue degradado y condenado en 1822 a un año de prisión. Aunque la sentencia fue suspendida, Bem renunció a su cargo y se trasladó a Galitzia. Allí se dedicó a investigar las máquinas de vapor, buscando un uso militar al nuevo medio de transporte. Bem vivió en Lviv y en Brody hasta 1830.

### Levantamiento de Noviembre
El 29 de noviembre de 1830 tuvo lugar el levantamiento de Noviembre, donde independentistas polacos lucharon para lograr la independencia de la Rusia zarista. Bem se unió inmediatamente a los insurgentes polacos. Józef Bem se trasladó a Varsovia, donde se le dio la orden de comandar el Cuarto Batallón de Caballería polaca. Durante la batalla de Ostrołęka, las fuerzas de Bem sucumbieron frente a los opositores rusos. Aunque el ejército polaco sufrió una grave derrota con una pérdida de 6000 hombres, las acciones de Bem impidieron la destrucción de todos sus hombres. 
Por su valentía en el campo de batalla, Bem fue galardonado con la Orden Virtuti Militari y ascendido al grado de general de brigada. Después de la desastrosa defensa de Varsovia, en la cual ganaron las tropas de Iván Paskévich el 27 de septiembre de 1831, el ejército polaco fue finalmente obligado a deponer las armas el 5 de octubre y huyendo hacia el oeste en conocida como la Gran Emigración.

### Exilio a Francia y Portugal
Bem escapó a París, donde estuvo impartiendo clases de matemáticas. Publicó varios escritos, todos ellos dedicados a la insurrección polaca, y donde trató de presentar un plan para la lucha por la libertad del país. En 1833 se fue a Portugal para ayudar a Pedro de Brasil en la independencia de Brasil frente a Miguel I de Portugal, pero abandonó la idea cuando se constató que no se podría formar una legión polaca para ayudar a Brasil. Durante su estancia en Portugal, fue el blanco de un intento de asesinato llevado a cabo por agentes rusos.

### Revolución húngara de 1848
En 1848, durante la Revolución de los Estados de los Habsburgo, Bem se trasladó a Viena donde luchó contra las tropas imperiales de Alfredo I, príncipe de Windisch-Grätz. Posteriormente avanzó hasta Bratislava para ofrecer sus servicios a Luis Kossuth. Se le confió la defensa de Transilvania a finales de 1848 y Bem, general de las tropas Székely de Rumanía, realizó auténticos milagros con su pequeño ejército, sobre todo en el puente de Piski (actual Simeria, en Rumania) el 9 de febrero en el que después de luchar durante todo el día hizo retroceder a los soldados del otro bando.

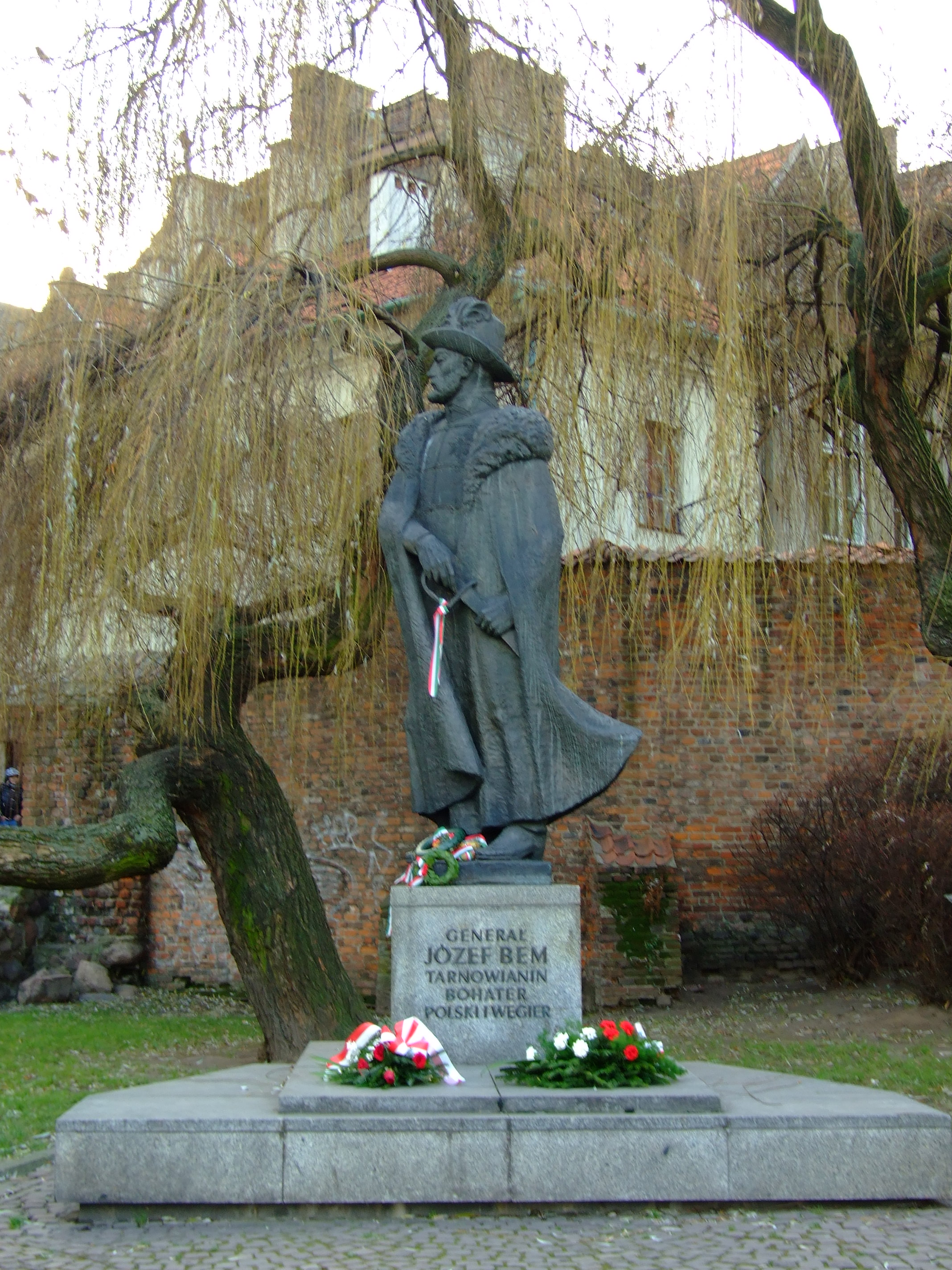
Estatua de Józef Bem en Tarnów

Después de aliviar Transilvania de las manos enemigas, fue enviado para conducir al general austríaco Anton Freiherr von Puchner fuera de la región de Banato. Bem lo derrotó en Orșova el 16 de mayo, pero la invasión rusa le obligó a retirarse a Transilvania. Finalmente, el 31 de julio de 1849, su ejército fue aniquilado en la batalla de Segesvár (en las proximidades de Timișoara). Bem consiguió escapar fingiendo su muerte; sin embargo, luchó de nuevo en Sibiu el 6 de agosto, y se las ingenió para llevar su fragmentado ejército a la batalla de Temesvár para ayudar al general Henryk Dembiński. Bem fue herido de gravedad en la última batalla campal de la guerra, librada allí el 9 de agosto.

### Imperio Otomano y muerte
Después de abandonar Hungría y Rumanía, Józef Bem se trasladó al sur, a la actual Turquía, por aquel entonces el Imperio otomano. Adoptó el islam como religión propia y desempeñó el cargo de gobernador de Alepo bajo el nombre de Murad Paşa.